# Danh sách cao địa của Sao Hỏa
Danh sách dưới đây liệt kê các khu vực của Sao Hỏa được đặt tên là Terra (số nhiều: Terrae). Hầu hết chúng là các khu vực rộng lớn có thể nằm ở khu vực có cao độ lớn, bề mặt gồ ghề, thường có các kênh nước, hố va chạm và địa hình hỗn loạn. Trong tiếng Việt, terra được dịch là cao địa để phân biệt với planitia được dịch là bình nguyên và planum được dịch là cao nguyên.

Bản đồ địa hình Sao Hỏa được thực hiện bởi Cục Khảo sát Địa chất Hoa Kỳ vào năm 2005.

| Tên                | Tọa độ                        | Bán kính (km) |
| ------------------ | ----------------------------- | ------------- |
| Aonia Terra        | 62°00′N 100°00′Đ / 62°N 100°Đ | 3.372         |
| Arabia Terra       | 23°00′B 355°00′Đ / 23°B 355°Đ | 6.000         |
| Terra Cimmeria     | 35°00′N 215°00′Đ / 35°N 215°Đ | 5.400         |
| Margaritifer Terra | 5°00′N 25°00′Đ / 5°N 25°Đ     | 2.049         |
| Noachis Terra      | 45°00′N 350°00′Đ / 45°N 350°Đ | 4.800         |
| Promethei Terra    | 58°00′N 260°00′Đ / 58°N 260°Đ | 3.300         |
| Terra Sabaea       | 2°00′B 318°00′Đ / 2°B 318°Đ   | 4.700         |
| Terra Sirenum      | 40°00′N 150°00′Đ / 40°N 150°Đ | 3.900         |
| Tempe Terra        | 40°00′B 71°00′Đ / 40°B 71°Đ   | 2.753         |
| Tyrrhena Terra     | 15°00′N 270°00′Đ / 15°N 270°Đ | 2.300         |
| Xanthe Terra       | 3°00′B 48°00′Đ / 3°B 48°Đ     | 2.465         |